# Absinthe (album)
Absinthe je sedmé a poslední studiové album skupiny Naked City, vydané v roce 1993. Album produkoval John Zorn a vyšlo u Avant Records.

## Seznam skladeb
Všechny skladby napsal(i) John Zorn. 
| Pořadí         | Název                                        | Délka |
| -------------- | -------------------------------------------- | ----- |
| 1.             | Val de Travers                               | 6:19  |
| 2.             | Une Correspondence                           | 5:09  |
| 3.             | La Feé Verte                                 | 5:12  |
| 4.             | Fleurs du Mal                                | 4:06  |
| 5.             | Artemisia Absinthium                         | 4:31  |
| 6.             | Notre Dame de L'Oubli (for Olivier Messiaen) | 4:48  |
| 7.             | Verlaine, Part I: Un Midi Moins Dix          | 4:24  |
| 8.             | Verlaine, Part II: La Bleue                  | 6:01  |
| 9.             | ...Rend Fou                                  | 6:03  |
| Celková délka: | Celková délka:                               | 46:17 |

## Sestava
- John Zorn – altsaxofon
- Bill Frisell – kytara
- Fred Frith – kytara
- Wayne Horvitz – klávesy
- Joey Baron – bicí[2]